# باشگاه فوتبال پاس تهران
باشگاه فوتبال پاس تهران که تا پیش از سال ۱۳۴۲ شهربانی نام داشت، یک باشگاه فوتبال ایرانی بود که در سال ۱۳۳۲ در تهران بنیان‌گذاری شد.
این باشگاه در طول تاریخ خود، همواره از تیم‌های مطرح فوتبال ایران و آسیا بود. پاس در تمامی دوره‌های بالاترین سطح لیگ فوتبال ایران از نخستین دوره در سال ۱۳۴۹ تا فصل ۸۶–۱۳۸۵ جام خلیج فارس (جز یک دوره جام سراسری قدس در سال ۱۳۶۸) حاضر بود.
باشگاه پاس یکی از قدیمی‌ترین باشگاه‌های فوتبال در ایران بود. این باشگاه موفق به کسب ۵ قهرمانی در بالاترین دسته لیگ فوتبال ایران و یک قهرمانی در جام باشگاه‌های آسیا شده است. پاس به‌همراه استقلال، پرسپولیس، سپاهان و ذوب آهن پرافتخارترین باشگاه‌های تاریخ فوتبال ایران هستند. پاس ۴ بار نیز تا نیمه‌نهایی جام حذفی پیش رفت، اما هر بار در این مرحله شکست خورد و هرگز نتوانست به دیدار پایانی برسد؛ به همین دلیل ناکام جام حذفی لقب گرفت. باشگاه فوتبال پاس تهران از ابتدای تأسیس خود تاکنون موفق به کسب ۱۳ جام رسمی و کشوری شده است. پنج قهرمانی و پنج نایب قهرمانی لیگ فوتبال ایران، سه قهرمانی جام قهرمانی فوتبال ایران، یک قهرمانی و دو نایب قهرمانی جام باشگاه‌های تهران، سه قهرمانی جام حذفی تهران، یک نایب قهرمانی جام  شهید اسپندی، یک قهرمانی جام باشگاه‌های آسیا و یک نایب قهرمانی جام باشگاهی آفریقا _آسیا مهم‌ترین قهرمانی‌ها و افتخارات باشگاه پاس تهران در فوتبال ایران می‌باشند.
این باشگاه از آغاز تا فروپاشی، زیر نظر پلیس ایران (در ابتدا شهربانی و بعدها نیروی انتظامی جمهوری اسلامی ایران) بود و به عنوان «نماد ورزش پلیس» به‌شمار می‌رفت.
ورزشگاه خانگی پاس ورزشگاه شهید دستگردی بود که در شهرک اکباتان تهران قرار داشت. تیم فوتبال بزرگسالان این باشگاه رسماً در تاریخ ۱۹ خرداد ۱۳۸۶ فروپاشید و به همدان منتقل شد.
پاس تهران همچنان در رده تیم‌های پایه فعال است و در لیگ فوتبال امیدهای تهران تیم دارد.

## پیشینه

### بنیان‌گذاری و دو دهه نخست (۱۳۵۲–۱۳۳۲)

تیم پاس در ۱۳۴۷

باشگاه شهربانی تهران در سال ۱۳۳۲ به دست عده‌ای از افسران شهربانی تهران و دانشجویان دانشکده افسری، به رهبری مهدی اسداللهی بنیان‌گذاری شد و با تاسیس این باشگاه جدید ، بازیکنان نظامی و افسران شهربانی تیم های دیگر مخصوصا تاج به این تیم پیوستند. این تیم که نخستین تمرین‌های خود را در زمین دانشکده افسری انجام داد و متشکل از دانشجویان این دانشکده بود، در همان سال ۱۳۳۲ به مقام نایب قهرمانی مسابقات قهرمانی نیروهای مسلح ایران دست یافت. در آن زمان مربی تیم شهربانی بهمن شهیدی بود.
در این سال‌ها، بیشتر هواداران فوتبال در تهران طرفدار یکی از ۳ تیم تاج، شاهین یا دارایی بودند.
در ۱۷ تیر ۱۳۴۲، با تلاش سروان فریدون صادقی و جمعی دیگر از دوستداران ورزش در پلیس، باشگاه با نام پاس به ثبت رسید. پیش‌نویس اساسنامه
نخستین بازی رسمی پاس در سال ۱۳۴۳ برابر تیم فوتبال کوروش انجام شد. بازیکنان پاس در آن بازی فرامرز ظلی، حسن حبیبی، محمد رنجبر، حشمت مهاجرانی، رسولی، یزدانیان، محمدعلی معیریان، محمود یاوری، همایون شاهرخی، یینه‌ورزان و پرویز میرزاحسن بودند. این بازی با نتیجه ۱–۱ پایان یافت و تک گل پاس –که نخستین گل رسمی تاریخ باشگاه پاس بود– را محمدعلی معیریان به ثمر رساند.
در سال ۱۳۴۵ اساسنامه باشگاه پاس به تصویب هیئت مدیره‌اش رسید تا پس از سال‌ها فعالیت غیررسمی، به‌طور رسمی فعالیتش را ادامه دهد. پاس پس از شرکت در مسابقات رسمی و غیررسمی مختلف آماده حضور در جام منطقه‌ای شد.
پاس در دو سال حضور در جام منطقه‌ای، دو مقام نایب قهرمانی به دست آورد. آن‌ها در سال ۱۳۴۹ پس از تاج و در سال ۱۳۵۰ پس از پرسپولیس دوم شدند. در این سال محمد صادقی با ۸ گل بهترین گلزن پاس بود.

### دوران جام تخت جمشید (۱۳۵۷–۱۳۵۲)

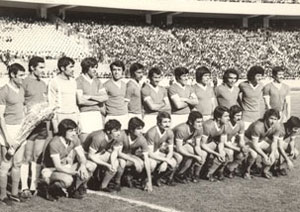
بازیکنان پاس در ورزشگاه آزادی تهران

جام تخت جمشید در سال ۱۳۵۲ تأسیس شد. این جام تا آن زمان معتبرترین جام فوتبال در ایران بود. پاس در تمامی ادوار این جام شرکت کرد و توانست در ۲ دوره آن به قهرمانی برسد. پس از این ۲ قهرمانی پاس همراه با پرسپولیس پرافتخارترین باشگاه لیگ فوتبال ایران بود. پاس پس از سومی در سال ۱۳۵۲، چهارمی در ۱۳۵۳ و تکرار سومی در ۱۳۵۴، دو سال متوالی (۱۳۵۵ و ۱۳۵۶) قهرمان جام تخت جمشید شد. در دهه ۱۹۷۰ میلادی (به جز دو سال نخست) کنفدراسیون فوتبال آسیا، جام باشگاه‌های آسیا را برگزار نمی‌کرد، از این رو پاس در این جام شرکت نکرد.
در دوران جام تخت جمشید، حسن حبیبی مربی و همایون شاهرخی کاپیتان بودند. حبیب شریفی، اسماعیل نوربخش، محسن هوشنگی، مائیس میناسیان، مجید حلوایی، حسین کازرانی، ایرج دانایی‌فرد، مهدی دینورزاده، محمد صادقی، رضا قفلساز، مهدی مناجاتی، محسن یزدخواستی و حسین فرکی نیز بازیکنان کلیدی پاس در این سال‌ها بودند.
جام تخت جمشید ۱۳۵۷، با انقلاب هم‌زمان شد و نیمه‌کاره ماند. پاس تا هفته دوازدهم این بازی‌ها، در رتبه چهارم قرار داشت و حسین فرکی، مهاجم پاس نیز آقای‌گل مسابقات تا این هفته بود.

### بعد از انقلاب ۱۳۵۷ (۱۳۸۴–۱۳۵۸)
پاس در سال ۱۳۷۱ یعنی فصل ۹۳–۱۹۹۲ قهرمان جام باشگاه‌های آسیا شد. این تیم در دور مقدماتی العربی قطر را از پیش رو برداشت. در دور گروهی با الوصل امارات و وهیب پاکستان همگروه شد و با یک تساوی و یک باخت و صرفاً به دلیل تفاضل گل بهتر به عنوان تیم دوم گروه راهی نیمه نهایی شد. در نیمه نهایی در بحرین، ابتدا یومیوری ژاپن را در وقت‌های اضافه از پیش رو برداشت و سپس در روز دوم بهمن ماه ۱۳۷۱، یک بر صفر و با گل محسن گروسی از سد الشباب عربستان گذشت و قهرمان آسیا شد. فیروز کریمی در سی و شش سالگی سرمربی گری این تیم را برعهده داشت. ده روز پس از این بازی یعنی ۱۲ بهمن ۱۳۷۱، پاس در فینال لیگ آزادگان ۱۳۷۱ برابر پرسپولیس به میدان رفت و در نیمه اول با گل علی‌اصغر مدیرروستا پیش افتاد، اما اخراج اکبر یوسفی کار را برای این تیم دشوار کرد. کریم باوی در نیمه دوم دروازه این تیم را گشود و در پایان، کار به ضربات پنالتی کشید و در این ضربه‌ها بهزاد غلامپور درخشان ظاهر شد و ضربه بهزاد داداش‌زاده را مهار کرد و پاس را به قهرمانی رساند.

### واپسین فصل پاس تهران (۱۳۸۶–۱۳۸۵)

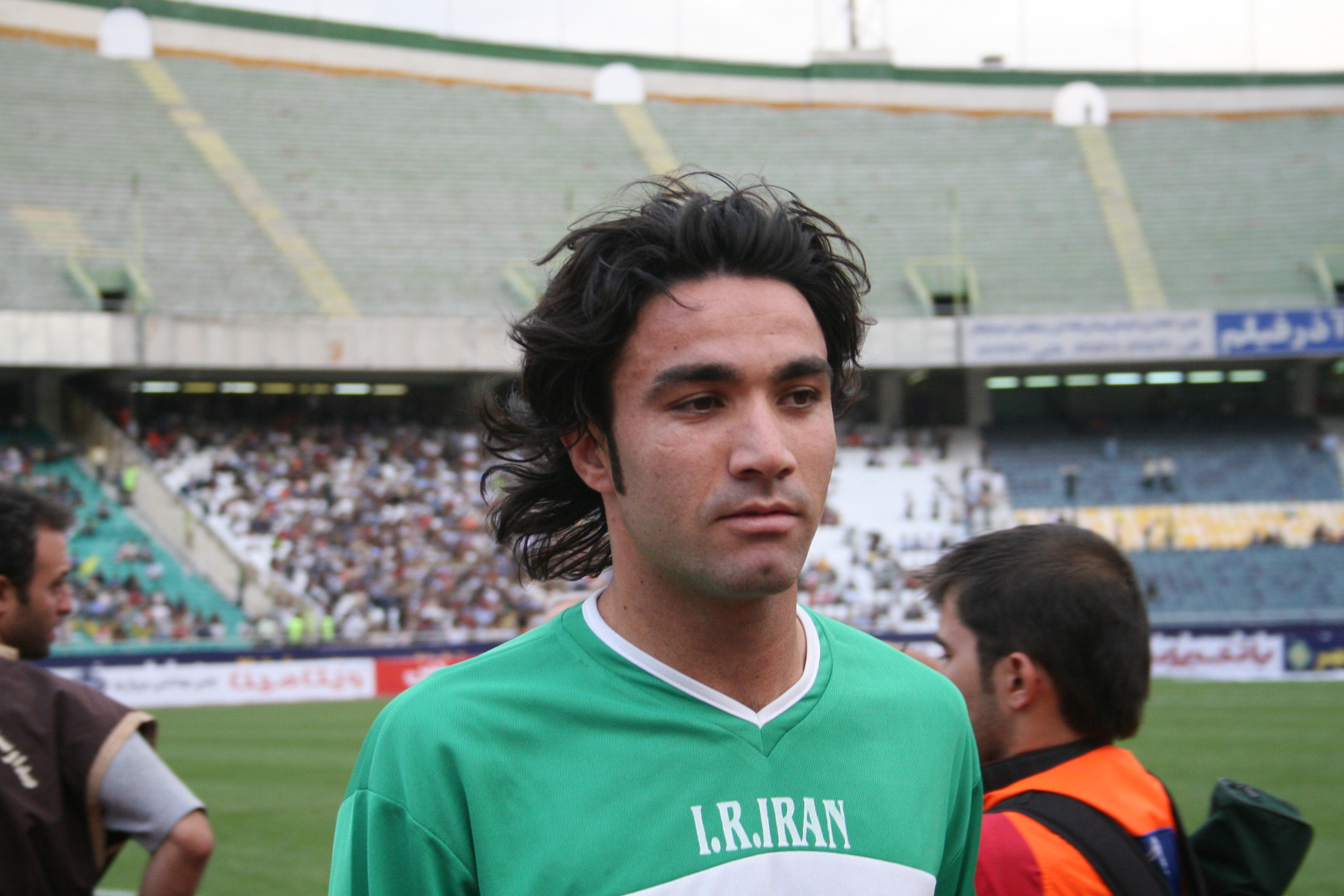
جواد نکونام، در ۱۷۹ بازی لیگ برای پاس ۴۵ گل زد.

پاس در آخرین سال حیات خود روزگار خوبی را سپری نکرد. پس از جدایی مصطفی دنیزلی، مجید جلالی که یک بار پاس را در فصل ۸۳–۸۲ به قهرمانی لیگ برتر رسانده بود، به عنوان مربی برگزیده شد. تا هفته چهاردهم، پاس با ۴ برد، ۴ مساوی و ۶ باخت در میان ۱۶ تیم در جایگاه یازدهم قرار داشت. با وجود برد ۱–۰ برابر استقلال اهواز در هفته چهاردهم، جلالی دقایقی پس از بازی برکنار شد و همایون شاهرخی جایگزین وی شد. این در حالی بود که غیاثی، مدیرعامل باشگاه پس از تغییر مربی اعلام کرد که جلالی هفته پیش برکنار شده بود.
پاس با شاهرخی تا پایان فصل ۳ برد، ۹ تساوی و ۴ باخت دیگر به دست آورد و دهم شد. آخرین بازی پاس برابر استقلال بود که با نتیجه ۱–۱ پایان یافت. مصطفی چترآبگون آخرین گلزن تاریخ پاس تهران بود.

### فروپاشی و انتقال به همدان (۱۳۸۶)
پس از پایان فصل ۸۶–۸۵ باشگاه پاس تهران به شهر همدان منتقل شد. در ابتدا خبرهایی دربارهٔ غیرقانونی بودن این انتقال منتشر شد، سپس اعلام شد باشگاه بدون دریافت پول به شهدای همدان هدیه شده است. ابتدا قرار بود باشگاه با نام شهدای الوند همدان به همدان منتقل شود، اما پاس همدان (مخفف پیروزی، استقامت، سرافرازی) نام گرفت. بر اساس تفاهم‌نامه‌ای میان نیروی انتظامی و باشگاه پاس همدان، باشگاه پاس همدان می‌تواند همچنان از بازیکنان مشمول خدمت سربازی استفاده کند. انتقال پاس به همدان، زمینه‌ساز انتقال صباباتری به قم و پیکان به قزوین شد.
فروپاشی پاس تهران و ایجاد پاس همدان که نخستین تجربه طرح انتقال باشگاه‌های تهرانی به شهرهای دیگر بود، یک جنجال در رسانه‌های ایران به وجود آورد و مخالفان بسیاری داشت. کاظم اولیایی، مدیرعامل باشگاه پاس همدان، حمیدرضا حاجی‌بابایی نماینده همدان در مجلس شورای اسلامی، بهروز مرادی، استادار همدان و کیومرث هاشمی نایب رئیس سازمان تربیت بدنی از موافقان اصلی این انتقال بودند که همگی آنان در این انتقال نقش داشتند.
عادل فردوسی‌پور در مقاله‌ای دربارهٔ فوتبال ایران در مجله ورلدساکر نوشت: «سران باشگاه پاس تهران با اعلام انتقال باشگاه به شهر همدان که هیچ تیم دسته برتری را در اختیار ندارد، فوتبال کشور را حیرت‌زده کردند.»

## امکان بازگشت
در روزهای آغازین سال ۱۳۸۸، خبری مبنی بر بازگشت پاس به تهران منتشر شد اما توسط هیئت فوتبال استان همدان تکذیب شد.
در اسفند سال ۱۳۹۲ رایزنی‌هایی برای بازگشت پاس انجام شد و گفته می‌شود احتمال تشکیل دوباره پاس تهران وجود دارد.

## نام، نماد و رنگ
نام باشگاه در ابتدا شهربانی بود و در سال ۱۳۴۲ به پاس دگرگون شد.
«پاس» واژه‌ای با ریشه پهلوی است و به معنای «احترام»، «رعایت ادب» و «نگهبانی» است. این واژه در زبان فارسی امروز نیز کاربرد دارد و در همین معانی نیز به‌کار می‌رود. همچنین در فارسی واژه‌ای با تلفظ مشابه مصطلح است با ریشه فرانسوی (به فرانسوی: Passe) که به عمل رساندن توپ به بازیکنان هم‌تیمی در فوتبال گفته می‌شود (پاس دادن).
پس از انتقال به همدان، قرار شد نام باشگاه مخفف سه واژهٔ پیروزی، استقامت و سرافرازی باشد.
به دلیل سبز بودن رنگ لباس باشگاه، آنان را سبزقبایان لقب داده‌بودند. رنگ کلی لباس پاس سبز بود و گاهی سفید نیز در آن به کار می‌رفته است. هم‌اکنون، بازیکنان پاس همدان نیز سبز و سفید می‌پوشند.
نماد باشگاه پاس تهران، یک حرف پ در زمینه سبزرنگ بود که بالای آن عبارت (به عربی: قُوَ عَلي خِدمتِكَ جَوارحي) (معنی: اعضای بدن مرا، در راه خدمت به خودت نیرومند کن) نوشته شده‌بود. این عبارت بخشی از دعای کمیل نوشته علی ابن ابیطالب است.

نماد پاس در لیگ تخت جمشید
نماد پاس در لیگ برتر خلیج فارس

## فصل‌های پایانی
جدول زیر عملکرد کلی پاس در دوران لیگ برتر (۱۳۸۰_۱۳۸۶) را نشان می‌دهد.
| فصل     | رتبه | جام حذفی    | جام باشگاه‌ها |
| ------- | ---- | ----------- | ------------ |
| ۸۱–۱۳۸۰ | ۴ام  | ۱/۸ پایانی  | راه نیافت    |
| ۸۲–۱۳۸۱ | ۲وم  | نیمه پایانی | راه نیافت    |
| ۸۳–۱۳۸۲ | ۱ام  | ۱/۴ پایانی  | راه نیافت    |
| ۸۴–۱۳۸۳ | ۶ام  | ۱/۴ پایانی  | ۱/۴ پایانی   |
| ۸۵–۱۳۸۴ | ۲وم  | ۱/۴ پایانی  | راه نیافت    |
| ۸۶–۱۳۸۵ | ۱۱ام | ۱/۸ پایانی  | راه نیافت    |

## رقابت‌های بین‌المللی

### حضور در رقابت‌های آسیایی
پاس تهران یکی از تیم‌های پرافتخار ایران در آسیا با یک قهرمانی در جام باشگاه‌ها بود.
| فصل     | مسابقه          | نتیجه           | بازی | برد | مساوی | باخت | زده | خورده |
| ------- | --------------- | --------------- | ---- | --- | ----- | ---- | --- | ----- |
| ۹۳–۱۹۹۲ | جام باشگاه‌ها    | قهرمان          | ۶    | ۳   | ۲     | ۱    | ۸   | ۵     |
| ۹۴–۱۹۹۳ | جام باشگاه‌ها    | مرحله اول       | ۲    | ۰   | ۲     | ۰    | ۰   | ۰     |
| ۹۹–۱۹۹۸ | جام برندگان جام | مرحله دوم       | ۴    | ۱   | ۱     | ۲    | ۱۱  | ۵     |
| ۲۰۰۵    | لیگ قهرمانان    | یک چهارم پایانی | ۸    | ۵   | ۳     | ۰    | ۱۶  | ۸     |

### حضور در رقابت بین قاره‌ای
پاس با قهرمانی در جام باشگاه‌های آسیا ۹۳–۱۹۹۲ به جام باشگاهی آفریقا–آسیا که بین قهرمانان جام باشگاه‌های دو قاره آسیا و آفریقا برگزار می‌شد راه یافت اما در مجموع دو بازی رفت و برگشت به تیم الوداد کازابلانکا مغرب (قهرمان جام باشگاه‌های آفریقا) باخت و نایب‌قهرمان شد.
| فصل  | مسابقه                  | نتیجه       | بازی | برد | مساوی | باخت | زده | خورده |
| ---- | ----------------------- | ----------- | ---- | --- | ----- | ---- | --- | ----- |
| ۱۹۹۳ | جام باشگاهی آفریقا–آسیا | نایب قهرمان | ۲    | ۰   | ۱     | ۱    | ۰   | ۲     |

## ورزشگاه
ورزشگاه خانگی پاس تهران، ورزشگاه شهید دستگردی بود. این ورزشگاه در شهرک اکباتان تهران و در همسایگی ورزشگاه راه‌آهن قرار دارد.
زمین ورزشگاه دستگردی متعلق به اداره اوقاف بود. با تلاش‌های فریدون صادقی این زمین به قیمت ۲۰۰٫۰۰۰ تومان از اوقاف اجاره ۹۹ ساله شد. در سال ۱۳۵۰ نقشه ثبتی این زمین فراهم شد و در حدود سال ۱۳۵۲ ساخت دیوار و ایجاد سکوی شیبدار بتونی آغاز شد. پس از انقلاب ۱۳۵۷، تا سال ۱۳۷۹ که بار دیگر طراحی طرح آغاز شد، ساخت ورزشگاه متوقف بود. در سال ۱۳۸۱، ورزشگاه با ۸٫۲۵۰ نفر گنجایش بازگشایی شد. پاس در دوران لیگ برتر در این ورزشگاه به میدان می‌رفت.

## هواداران
با وجود باشگاه‌های پرسپولیس و استقلال در شهر تهران، پاس هواداران کمی داشت. در بیشتر بازی‌های خانگی پاس در دوران لیگ برتر (جز بازی‌هایی مانند لیگ قهرمانان آسیا ۲۰۰۵) هواداران کمی به ورزشگاه می‌رفتند. یکی از بازی‌های تاریخی که ورزشگاه دستگردی پر شد، بازی برابر استقلال اهواز در هفته پایانی فصل ۸۳–۱۳۸۲ بود که با برد ۵–۰ و قهرمانی پاس در لیگ برتر همراه شد. در این بازی، از سربازان و نیروهای پلیس برای پر کردن ورزشگاه استفاده شد و علی شفیع‌زاده، مدیرعامل استقلال اهواز ورزشگاه دستگردی را پادگان و جهنم نامید.
در سال‌های آغازین تأسیس نیز، وضع تماشاگران همین گونه بود و نفربرهای ارتش، دانشجویان پلیس را برای تشویق به ورزشگاه می‌بردند. یکی از استدلال‌های موافقان انتقال پاس به همدان، کم تماشاگر بودن این تیم در تهران و داشتن هوادار در صورت انتقال به همدان بود.

## بازیکنان سرشناس
برای دیدن بازیکنان باشگاه پاس تهران، ردهذ: بازیکنان باشگاه پاس تهران را ببینید.

### بازیکنان نامدار
| ۱۳۵۲–۱۳۳۲ - حسن حبیبی - حشمت مهاجرانی - فرامرز ظلی - محمد رنجبر - محمدعلی مالکیان - همایون شاهرخی - محمود یاوری - محمدعلی معیریان - پرویز میرزاحسن - گودرز حبیبی - سامسون مزینانی - مهدی مناجاتی - منوچهر حبیبی | ۱۳۵۷–۱۳۵۲ - اصغر شرفی - محمد صادقی - فیروز کریمی - محسن هوشنگی - حسین فرکی - حسین کازرانی - مجید حلوایی - محسن یزدخواستی | ۱۳۸۰–۱۳۷۰ - حمید استیلی - سیدقاسم قربان‌موسوی - محمد خاکپور - وحید هاشمیان - بهزاد غلامپور - مارکار آقاجانیان - ستار همدانی - رسول خطیبی - علی‌اصغر مدیرروستا - محسن گروسی - علی‌اکبر یوسفی - علیرضا حکیم‌زاده | ۱۳۸۶–۱۳۸۰ - جواد نکونام - آرش برهانی - خسرو حیدری - خداداد عزیزی - محمد نصرتی - حسن رودباریان - محسن بیاتی‌نیا |

### بیشترین حضور
تا تاریخ ۱ بهمن ۱۴۰۳
| #  | نام                | ملیت  | پست       | بازی |
| -- | ------------------ | ----- | --------- | ---- |
| ۱  | حسین فرکی          | ایران | مهاجم     | ۳۱۵  |
| ۲  | همایون شاهرخی      | ایران | هافبک     | ۳۰۶  |
| ۳  | مهدی مناجاتی       | ایران | مدافع     | ۲۶۶  |
| ۴  | اصغر شرفی          | ایران | مهاجم     | ۲۵۸  |
| ۵  | پرویز میرزاحسن     | ایران | مهاجم     | ۲۰۵  |
| ۶  | حسن حبیبی          | ایران | مدافع     | ۱۷۲  |
| ۷  | محمد صادقی         | ایران | هافبک     | ۱۶۵  |
| ۸  | فیروز کریمی        | ایران | مدافع     | ۱۶۲  |
| ۹  | جواد نکونام        | ایران | هافبک     | ۱۶۰  |
| ۱۰ | فرامرز ظلی         | ایران | دروزاه‌بان | ۱۵۹  |
| ۱۱ | علیرضا حکیم‌زاده    | ایران | مهاجم     | ۱۵۸  |
| ۱۲ | مارکار آقاجانیان   | ایران | مدافع     | ۱۴۸  |
| ۱۳ | محمد رنجبر         | ایران | مدافع     | ۱۴۴  |
| ۱۴ | علی جانملکی        | ایران | مدافع     | ۱۴۰  |
| ۱۵ | محمود یاوری        | ایران | مدافع     | ۱۳۵  |
| ۱۶ | رسول غنی‌زاده       | ایران | هافبک     | ۱۳۵  |
| ۱۷ | حسین کازرانی       | ایران | مدافع     | ۱۳۳  |
| ۱۸ | محمد نصرتی         | ایران | مدافع     | ۱۲۵  |
| ۱۹ | محسن گروسی         | ایران | مهاجم     | ۱۲۴  |
| ۲۰ | امید خورج          | ایران | مدافع     | ۱۲۳  |
| ۲۱ | مجید حلوایی        | ایران | مدافع     | ۱۲۱  |
| ۲۲ | رضا امری           | ایران | مدافع     | ۱۲۱  |
| ۲۳ | حسین پاشایی        | ایران | مدافع     | ۱۲۰  |
| ۲۴ | حسن رودباریان      | ایران | دروازه‌بان | ۱۱۹  |
| ۲۵ | حمید هدایتی        | ایران | مدافع     | ۱۱۸  |
| ۲۶ | محسن بیاتی‌نیا      | ایران | مهاجم     | ۱۱۶  |
| ۲۷ | حشمت مهاجرانی      | ایران | مدافع     | ۱۱۵  |
| ۲۸ | آرش برهانی         | ایران | مهاجم     | ۱۱۱  |
| ۲۹ | کیانوش رحمتی       | ایران | هافبک     | ۱۰۹  |
| ۳۰ | میثم منیعی         | ایران | مدافع     | ۱۰۸  |
| ۳۱ | فرهاد ربیع‌خواه     | ایران | مدافع     | ۱۰۶  |
| ۳۲ | علی اکبر یوسفی     | ایران | مهاجم     | ۱۰۶  |
| ۳۳ | بهزاد غلامپور      | ایران | دروازه‌بان | ۱۰۵  |
| ۳۴ | علی اصغر مدیرروستا | ایران | مهاجم     | ۱۰۴  |
| ۳۵ | هادی شکوری         | ایران | مدافع     | ۱۰۳  |
| ۳۶ | خداداد عزیزی       | ایران | مهاجم     | ۱۰۱  |
| ۳۷ | حمید استیلی        | ایران | هافبک     | ۱۰۱  |
| ۳۸ | عباس آقایی         | ایران | هافبک     | ۱۰۰  |

- بازیکنانی که بیش از ۲۰۰ بازی برای پاس بازی کرده‌اند.
- بازیکنانی که بیش از ۱۰۰ بازی برای پاس بازی کرده‌اند.

### برترین گلزنان
تا تاریخ ۱ بهمن ۱۴۰۳
| #  | نام                | ملیت  | پست   | گل  |
| -- | ------------------ | ----- | ----- | --- |
| ۱  | حسین فرکی          | ایران | مهاجم | ۱۴۸ |
| ۲  | اصغر شرفی          | ایران | مهاجم | ۱۲۵ |
| ۳  | علی اصغر مدیرروستا | ایران | مهاجم | ۶۳  |
| ۴  | محسن گروسی         | ایران | مهاجم | ۴۵  |
| ۵  | جواد نکونام        | ایران | هافبک | ۴۴  |
| ۶  | آرش برهانی         | ایران | مهاجم | ۳۸  |
| ۷  | همایون شاهرخی      | ایران | هافبک | ۳۶  |
| ۸  | پرویز میرزاحسن     | ایران | مهاجم | ۳۵  |
| ۹  | محسن بیاتی‌نیا      | ایران | مهاجم | ۳۲  |
| ۱۰ | محمد صادقی         | ایران | هافبک | ۳۰  |
| ۱۱ | احمدرضا سهرابی     | ایران | مهاجم | ۲۹  |
| ۱۲ | عباس آقایی         | ایران | هافبک | ۲۸  |
| ۱۳ | خداداد عزیزی       | ایران | مهاجم | ۲۵  |
| ۱۴ | رسول خطیبی         | ایران | مهاجم | ۲۳  |
| ۱۵ | علیرضا حکیم‌زاده    | ایران | مهاجم | ۲۲  |
| ۱۶ | هاشم حیدری         | ایران | مهاجم | ۱۹  |
| ۱۷ | ایمان رزاقی‌راد     | ایران | مهاجم | ۱۷  |
| ۱۸ | علی اکبر یوسفی     | ایران | مهاجم | ۱۴  |
| ۱۹ | مهدی مناجاتی       | ایران | مدافع | ۱۳  |
| ۲۰ | آرش نوآموز         | ایران | مهاجم | ۱۲  |
| ۲۱ | حسین خطیبی         | ایران | مهاجم | ۱۲  |
| ۲۲ | میثم منیعی         | ایران | مدافع | ۱۱  |
| ۲۳ | کورش لرستانی       | ایران | مهاجم | ۱۱  |
| ۲۴ | علی موسوی          | ایران | مهاجم | ۱۱  |
| ۲۵ | محمد نصرتی         | ایران | مدافع | ۱۰  |
| ۲۶ | کیانوش رحمتی       | ایران | هافبک | ۱۰  |

- بازیکنانی که بیش از ۵۰ گل برای پاس به ثمر رسانده‌اند.
- بازیکنانی که بیش از ۱۰ گل برای پاس به ثمر رسانده‌اند.

### بازیکنان خارجی
پاس در تمام تاریخ خود تنها ۴ بازیکن خارجی داشت. عیسی ترائوره نخستین بازیکن خارجی پاس بود که در روز ۲۲ شهریور ۱۳۸۳؛ در هفته یکم لیگ برتر ۸۴–۱۳۸۳ نیمه دوم بازی پاس برابر برق شیراز به میدان رفت. در لیگ برتر ۸۶–۱۳۸۵، به دلیل استفاده همزمان و غیرقانونی پاس از هر ۴ بازیکن خارجی خود یک امتیاز به عنوان جریمه کم شد.
| # | نام            | کشور     | پست       | دوران بازی | بازی | گل |
| - | -------------- | -------- | --------- | ---------- | ---- | -- |
| ۱ | عیسی ترائوره   | مالی     | هافبک     | ۱۳۸۶–۱۳۸۳  | ۵۰   | ۵  |
| ۲ | احمد کاظم عصاد | عراق     | مدافع     | ۱۳۸۶–۱۳۸۳  | ۴۹   | ۰  |
| ۳ | هملت مخیتاریان | ارمنستان | هافبک     | ۱۳۸۶       | ۱۷   | ۱  |
| ۴ | گئورگ کاسپاروف | ارمنستان | دروازه‌بان | ۱۳۸۶       | ۱۰   | ۰  |

## مربیان

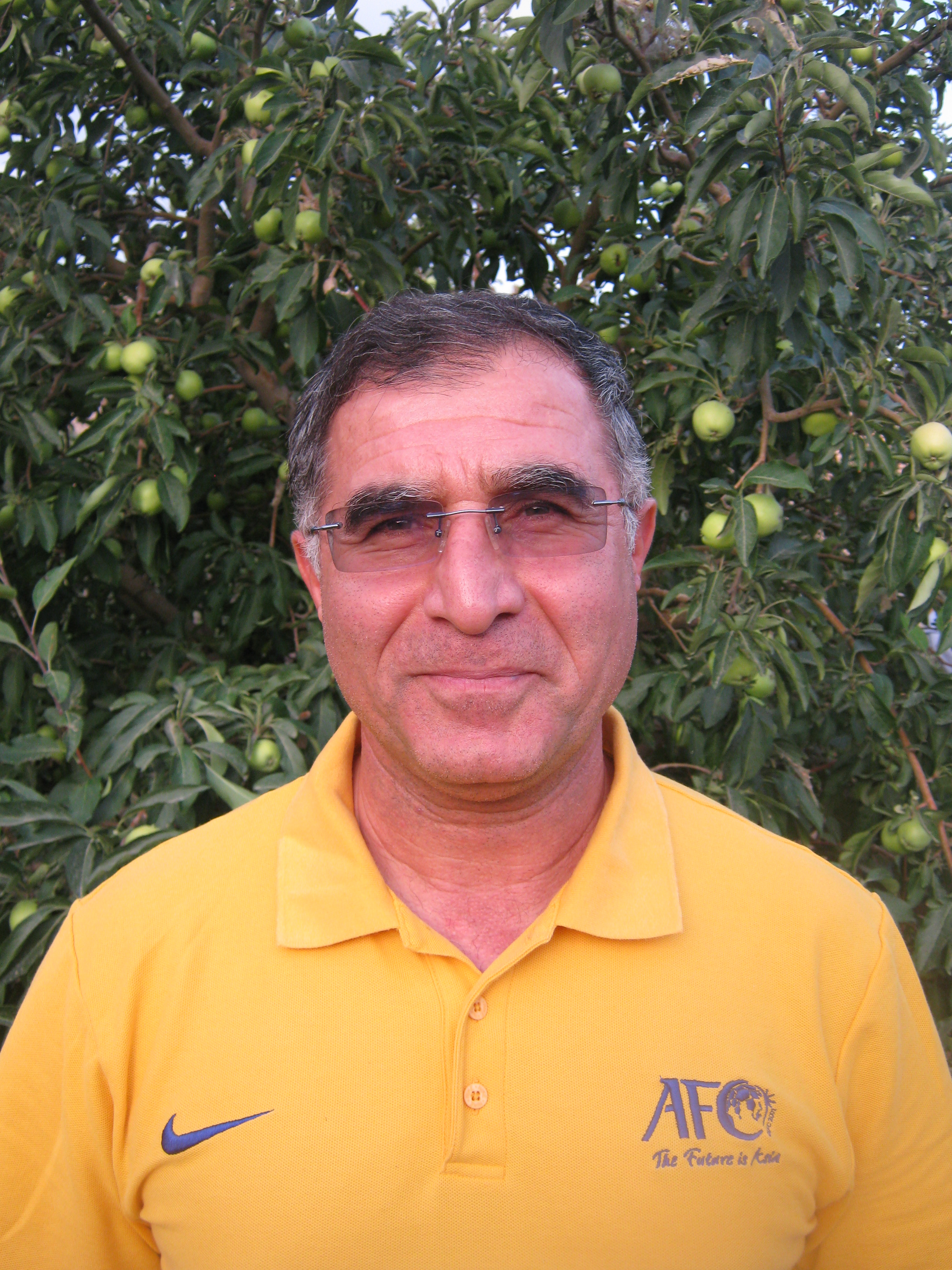
مجید جلالی تنها مربی غیر پاسی پاس که نخستین تجربه مربیگری خود در لیگ برتر فوتبال ایران را با پاس آغاز کرد.

در دوره حضور پاس در لیگ کشوری، ۱۰ مربی ایرانی روی نیمکت پاس نشسته‌اند: حسن حبیبی، همایون شاهرخی، فیروز کریمی، مهدی مناجاتی، یوسف ملایری، ابراهیم قاسمپور، بیژن ذوالفقارنسب، محمود یاوری، حسین فرکی، فرهاد کاظمی و مجید جلالی مربیان ایرانی پاس بوده‌اند. از میان این مربیان تنها یک نفر، مجید جلالی پاسی نبوده است.
| حسن حبیبی   | ۱۳۵۶–۱۳۵۱           | ۲ | ۰ | ۲ |
| فیروز کریمی | ۱۳۷۱–۱۳۶۸ ۱۳۷۵ ۱۳۸۰ | ۲ | ۱ | ۳ |
| مجید جلالی  | ۱۳۸۳–۱۳۸۲ ۱۳۸۵      | ۱ | ۰ | ۱ |

## افتخارات

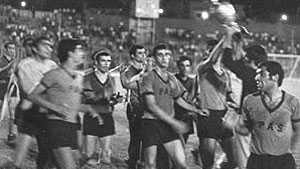
قهرمانی پاس در جام حذفی تهران ۱۳۴۹

قهرمانی پاس در جام باشگاه‌های آسیا ۹۳–۱۹۹۲

### استانی (۴)
- جام باشگاه‌های تهران
  -  قهرمان(۱) : ۴۵–۱۳۴۴
  -  نایب قهرمان(۲): ۱۳۴۶، ۴۸–۱۳۴۷
- جام حذفی تهران
  -  قهرمان(۳) : ۱۳۴۷، ۱۳۴۹، ۱۳۷۰

### کشوری (۸)
- جام قهرمانی فوتبال ایران
  -  قهرمان(۳) : ۱۳۴۴، ۱۳۴۶، ۱۳۴۷
- لیگ فوتبال ایران
  - جام منطقه‌ای، جام تخت جمشید، جام آزادگان، جام خلیج فارس[۲][۵۸]
    -  قهرمان(۵) : ۸۳–۱۳۸۲، ۱۳۷۱، ۱۳۷۰، ۱۳۵۶، ۱۳۵۵
    -  نایب قهرمان(۵): ۸۵–۱۳۸۴، ۸۲–۱۳۸۱، ۱۳۷۶، ۱۳۵۰، ۱۳۴۹

### بین‌المللی (۱)
- لیگ قهرمانان آسیا[۲]
  -  قهرمان(۱) : ۹۳–۱۹۹۲
- جام باشگاهی آفریقا-آسیا[۵۹]
  -  نایب قهرمان(۱): ۱۹۹۳

### غیررسمی (۲)
- جام میلز هند[۶۰]
  -  قهرمان(۱) : ۱۳۷۰
- جام صلح و دوستی[۶۱]
  -  قهرمان(۱) : ۱۳۸۳